# Disophrys picturata
Disophrys picturata är en stekelart som beskrevs av Charles Thomas Brues 1924. Disophrys picturata ingår i släktet Disophrys och familjen bracksteklar. Inga underarter finns listade i Catalogue of Life.